# Стройне
Стро́йне — село у Свалявській громаді Мукачівського району Закарпатської області України. Розташоване за 4 км від центру громади — міста Свалява. Через село проходить шосе. Населення — 3000 осіб.

## Географія
Територією села протікає р. Свалявка (1 км) та р. Дусинка (1 км). Село розташоване на південному — сході від Сваляви. Межує на півночі з Дусинською сільською на північному — заході з Свалявською міською радами.

## Історія
В урочищі Чищаник в 1868 році знайдено срібну римську монету імператора Антоніна Пія.
Виникло Стройне приблизно 1430 року. Перша людина, яка тут поселилася, носила прізвище Строян. Він збудував собі хату на горбі, що до сьогодні називається Плешою. Власне саме, Стройно утворилося на початку XVII ст. після злиття поселень Козева і Велике Мельничне.
Слідом за першим поселенцем з'явилися інші.
1884 року громада села Стройного викупила у графа Шенборна корчму, відремонтувала її і відкрила початкову школу.
З 1907 по 1918 рік село Стройне було перейменоване на Молмош, що означає «млинове». Таке пояснення знайдено в книзі «Боржавської жупи монографія». У 1918 році село знову перейменували на Стройне.
В другій половині 19 століття селяни Стройного випалювали вугілля, вапно, заготовляли ліс для свалявських підприємств.
У березні 1919 року в Стройному була встановлена радянська влада.
Під час антивоєнної демонстрації у 1924 році від жандармської кулі загинув мешканець села Д. Мешко.
24 жовтня 1944 року село визволено від нацистської окупації. За роки Другої світової війни 37 чоловік пішли добровольцями в Червону Армію, 15 чоловік воювало в лавах Чехословацького корпусу генерала Людовіка Свободи.
У Стройному була розміщена бригада колгоспу ім. Шевченка, за якою було закріплено 20 га землі. В господарстві вирощували картоплю, овес, кукурудзу, розводтили велику рогату худобу.
В селі є загальноосвітня школа, бібліотека, клуб.
Церква св. пр. Іллі. 1847.
Руського священика згадують у 1597 р. У 1692 р. ідеться про давню церковну ділянку, а в 1699 р. в Козевій була дерев'яна церква. Дерев'яну церкву св. Михайла з двома дзвонами згадано в 1733 р. і в 1778 р. У 1888 р. введено угорську назву села — Malmos. Філії тоді були в селах Брустурів (нині Лопушанка) і Черник. Теперішня мурована церква, збудована за о. Василя Яцковича, давніше була присвячена св. Михайлу, а в 1908 р. споруду оновлено за 300 корон і освячено намісником Василем Грабарем. Біля церкви стояла дерев'яна дзвіниця, характерна для сіл долини річки Свалявки.
Подібно до дзвіниць у сусідніх селах, спо -руда мала нижню обшивку з дощок і верхню — з фігурно обробленими нижніми кінцями. Дах було зроблено в формі стрімкого шатра. У 1997 р. збудовано велику двоярусну муровану дзвіницю, а дерев'яну розібрано. Цікавими є ворота з арковим завершенням та різьбленим рельєфом, що ведуть до церковного подвір'я.
У бібліотеці Національного музею в Будапешті було рукописне «Євангеліє» XVII ст. із Стройного з записом про те, що книгу купив ієрей Петро Плешовський у Петра Ганькувського за корову і бика 1 листопада 1697 р.
санаторій «Квасний Потік», де можна перепочити та продегустувати водичку зі джерел, які є аналогами мінеральної води «Нарзан».

## Присілки
Кіральсалаш
Кіральсалаш - колишнє село в Україні, в Закарпатській області.
Обєднане з селом Стройне
Згадки: 1548: Kÿralzallaſa, 1549: Kÿralzallaſa, 1550: Kÿralſallaſſ

Козева
Козева - колишнє село в Україні, в Закарпатській області.
Обєднане з селом Стройне
Згадки: 1530: Kozwwa , 1600: Koziva, Kozio, Koziva, 1645: Koziwa

Велике Мельничне
Велике Мельничне - колишнє село в Україні, в Закарпатській області. 
Обєднане з селом Стройно
Згадки: 1579: Nagymelnicsna, 1682: Nagymelnicsna
Стройно утворилося на початку XVII ст. після злиття поселень Козева і Велике Мельничне.

## Населення
Згідно з переписом УРСР 1989 року чисельність наявного населення села становила 2653 особи, з яких 1323 чоловіки та 1330 жінок.
За переписом населення України 2001 року в селі мешкали 2724 особи.

### Мова
Розподіл населення за рідною мовою за даними перепису 2001 року:
| Мова       | Відсоток |
| ---------- | -------- |
| українська | 99,12 %  |
| російська  | 0,73 %   |
| угорська   | 0,07 %   |
| білоруська | 0,04 %   |